# Ruth McDevitt
Ruth Thane McDevitt (* 13. September 1895 in Coldwater, Michigan; † 27. Mai 1976 in Hollywood, Los Angeles, Kalifornien) war eine US-amerikanische Schauspielerin.

## Leben
Ruth Thane Shoecraft wurde in Michigan geboren, wuchs aber in Ohio auf. Nachdem sie als Siebenjährige eine Theateraufführung gesehen hatte, wuchs der Berufswunsch Schauspiel in ihr, und sie studierte Schauspiel am American Academy of Dramatic Arts. 1928 heiratete sie Patrick McDevitt und gab ihre Schauspielambitionen zugunsten ihrer Ehe auf. Als er allerdings 1934 verstarb, begann sie auf zunächst eher kleinen Bühnen wieder Theater zu spielen. Sie schrieb komische Sketche, mit denen sie auftrat, und war selbst überrascht, dass sie sich mit über 40 Jahren allmählich zu einer gefragten Charakterdarstellerin entwickelte. 1937 gab sie ihr Debüt am Broadway, wo sie bis 1965 in rund 15 Produktionen zu sehen war, darunter die später verfilmten Theaterstücke The Solid Gold Cadillac, Picnic und The Best Man. Ihren wohl größten Bühnenerfolg feierte McDewitt mit Ira Wallachs Theaterstück Absence of Cello, das 1964 mit ihr in einer der zentralen Rollen am Broadway seine Premiere hatte.
Neben der Bühnenarbeit erhielt McDevitt zunächst einige Engagements für Radioserien. Ab Anfang der 1950er-Jahre begann sie sich im Fernsehen zu etablieren und spielte neben Wally Cox als dessen Mutter in der Serie Mr. Peepers. Ihr Kinodebüt machte sie 1951 in der Rolle einer Großmutter in The Guy Who Came Back, doch blieb sie noch bis in die 1960er-Jahre hauptsächlich bei der Bühne. Der Großteil ihrer Filmauftritte erfolgte nach ihrem 60. Geburtstag, darunter ihre Darbietungen als Ferienlager-Leiterin Miss Inch in Disneys Komödie Die Vermählung ihrer Eltern geben bekannt (1961), als Inhaberin einer Zoohandlung in den Anfangsszenen von Alfred Hitchcocks Die Vögel (1963) und als eine alte Mieterin in der Tragikomödie Die Straße des Bösen (1974). In der Regel verkörperte McDevitt schrullige ältere Damen, die aber wehrhafter als gedacht sein konnten. Im Fernsehen hatte sie diverse Gastrollen, aber auch von 1966 bis 1967 eine der Hauptrollen als schießwütige Großmutter in der Westernserie Pistolen und Petticoats.
Ruth McDewitt arbeitete bis kurz vor ihrem Tod als Schauspielerin und starb im Mai 1976 im Alter von 80 Jahren.

## Filmografie (Auswahl)

### Kino- und Fernsehfilme
- 1951: The Guy Who Came Back
- 1961: Die Vermählung ihrer Eltern geben bekannt (The Parent Trap)
- 1962: Sexy! (Boys' Night Out)
- 1962: 40 Millionen suchen einen Mann (Love is a Ball)
- 1963: Die Vögel (The Birds)
- 1964: Die Frau seines Herzens (Dear Heart)
- 1969: Sexualprotz wider Willen (The Love God?)
- 1969: Ein himmlischer Schwindel (Change of Habit)
- 1972: Der Krieg zwischen Männern und Frauen (The War Between Men and Women)
- 1974: Seilbahn in den Tod (Skyway to Death, Fernsehfilm)
- 1974: Die Straße des Bösen (Homebodies)
- 1974: Du hast mir doch 'n Baby versprochen (Mixed Company)
- 1976: The Cheerleaders (Fernsehfilm)

### Fernsehserien
- 1949: A Woman To Remember (98 Folgen)
- 1949–1951: Suspense (8 Folgen)
- 1953–1954: Mister Peepers (mindestens 7 Folgen)
- 1961: Gnadenlose Stadt (Naked City, eine Folge)
- 1963/1964: Alfred Hitchcock zeigt (The Alfred Hitchcock Hour, zwei Folgen)
- 1963–1964: The Doctors (Fernsehserie, 17 Folgen)
- 1966–1967: Pistolen und Petticoats (Pistols 'n Petticoats, 27 Folgen)
- 1967–1970: Verliebt in eine Hexe (Bewitched, drei Folgen)
- 1968: The Andy Griffith Show (zwei Folgen)
- 1968: Der Geist und Mrs. Muir (The Ghost & Mrs. Muir, eine Folge)
- 1969: Bezaubernde Jeannie (I Dream of Jeannie, eine Folge)
- 1970: Der Chef (Ironside, eine Folge)
- 1970–1972: Wo die Liebe hinfällt (Love American Style, drei Folgen)
- 1970/1974: Dr. med. Marcus Welby (Marcus Welby, M.D., zwei Folgen)
- 1973–1975: All in the Family (drei Folgen)
- 1973/1975: Die Straßen von San Francisco (The Streets of San Francisco, zwei Folgen)
- 1974: Kojak – Einsatz in Manhattan (Kojak, eine Folge)
- 1974: Ein Sheriff in New York (McCloud, eine Folge)
- 1974: Unsere kleine Farm (Little House on the Prairie, eine Folge)
- 1974/1975: Notruf California (Emergency!, zwei Folgen)
- 1974–1975: Der Nachtjäger (The Night Stalker, 12 Folgen)